# Diego Ambuila
Diego Luis Ambuila Carabali (Puerto Tejada, Cauca, Colombia; 18 de julio de 1993) es un futbolista colombiano. Juega como delantero y actualmente juega en el Indios de Cuitlanhuac FC  de México.